# Шахриханский район
Шахриха́нский райо́н (тума́н; узб. Shahrixon tumani / Шаҳрихон тумани) — район в центральной части Андижанской области Узбекистана. Административный центр — город Шахрихан.

## История
Образован 29 сентября 1926 года под названием Сталинский район. 13 февраля 1943 года 6 сельсоветов Сталинского района были переданы в новый Халдыванбекский район. 28 ноября 1961 года переименован в Московский район. Современное название носит с 1990-х годов.

## Климат
Климат высоких субтропических нагорий. Средняя температура июля — +27…29˚С, февраля — −2,5˚С. Среднегодовое количество осадков — 300—350 мм. Вегетационный период составляет 212—216 дней.

## Природа
Рельеф представлен долиной Шахрихансай и равниной между адырами Кува-Андижан и Карадарья. На территории района расположены Шахрихансай и Большой Ферганский канал. Почвы — серозёмы, лучные серозёмы, болотисто-лучные, также встречаются песчаные.

## Административно-территориальное деление
Район состоит из 1 города (шахари) и 12 сельских сходов граждан (кишлак-фукаролар-йигини) (включая 70 сёл):
Город
1. Шахрихан (центр).

12 сельских сходов граждан:
1. Абдубай,
2. Гулистан,
3. Назармахрам,
4. Найнава,
5. Пахтаабад,
6. Таштепа,
7. Узбекистан,
8. Хакикат,
9. Чуджа,
10. Шахрихан,
11. Юкари-Шахрихан,
12. Янгиюл.